# Supercoppa italiana 2021 (hockey su pista)
La Supercoppa italiana 2021 è stata la 16ª edizione dell'omonima competizione di hockey su pista. La manifestazione ha avuto luogo dal 19 al 26 settembre 2021.
Il trofeo è stato conquistato dal Forte dei Marmi per la quarta volta nella sua storia.

## Squadre partecipanti
| Club            | Qualificazione                                | Partecipazioni precedenti (il grassetto indica la vittoria) |
| --------------- | --------------------------------------------- | ----------------------------------------------------------- |
| Amatori Lodi    | Vincitore della Serie A1 e della Coppa Italia | 2008, 2012, 2016, 2017, 2018                                |
| Forte dei Marmi | Finalista della Coppa Italia                  | 2014, 2015, 2016, 2017, 2019                                |

## Risultati
| Squadra 1       | Totale | Squadra 2    | Andata | Ritorno |
| --------------- | ------ | ------------ | ------ | ------- |
| Forte dei Marmi | 9 - 6  | Amatori Lodi | 4 – 5  | 5 - 1   |

### Partita di andata
| Arbitri: | Fronte (Novara) Rondina (Vercelli) |

|                                                        |           |                                                               |
| Festa 5'27" Illuzzi 6'47" Xavi Rubio 28'22" Gil 29'58" | Marcatori | 4'16" Greco 6'08" Barbieri 15'53" Torner 23'42" 33'01" Méndez |

| Forte dei Marmi |  |                     |
|                 |  |                     |
| P               |  | Riccardo Gnata      |
| E               |  | Xavier Rubio        |
| E               |  | Domenico Illuzzi    |
| E               |  | Pedro Gil Gómez     |
| E               |  | Sergio Festa        |
| E               |  | Elia Cinquini       |
| E               |  | Martí Casas         |
| E               |  | Giacomo Maremmani   |
| E               |  | Lorenzo Giovannetti |
| P               |  | Leonardo Bertozzi   |
| Allenatore:     |  |                     |
| Alberto Orlandi |  |                     |

| Amatori Lodi        |  |                      |
|                     |  |                      |
| P                   |  | Valentín Grimalt     |
| E                   |  | Nicolas Barbieri     |
| E                   |  | Enric Torner         |
| E                   |  | Alberto Greco        |
| E                   |  | Jordi Méndez         |
| E                   |  | Morgan Antonioni     |
| E                   |  | Romeo D'Anna         |
| E                   |  | Riccardo Cervi       |
| E                   |  | Francesco Monticelli |
| P                   |  | Jacopo Raveggi       |
| Allenatore:         |  |                      |
| Pierluigi Bresciani |  |                      |

### Partita di ritorno
| Arbitri: | Galoppi (Follonica) Ferraro (Bassano del Grappa) |

|                |           |                                       |
| Barbieri 2'22" | Marcatori | 7'43" 10'41" 34'56" 41'45" 48'03" Gil |

| Amatori Lodi        |  |                   |
|                     |  |                   |
| P                   |  | Valentín Grimalt  |
| E                   |  | Nicolas Barbieri  |
| E                   |  | Enric Torner      |
| E                   |  | Alberto Greco     |
| E                   |  | Jordi Méndez      |
| E                   |  | Morgan Antonioni  |
| E                   |  | Romeo D'Anna      |
| E                   |  | Riccardo Cervi    |
| E                   |  | Simone Bigatti    |
| P                   |  | Riccardo Porchera |
| Allenatore:         |  |                   |
| Pierluigi Bresciani |  |                   |

| Forte dei Marmi |  |                     |
|                 |  |                     |
| P               |  | Riccardo Gnata      |
| E               |  | Elia Cinquini       |
| E               |  | Xavier Rubio        |
| E               |  | Domenico Illuzzi    |
| E               |  | Pedro Gil Gómez     |
| E               |  | Martí Casas         |
| E               |  | Sergio Festa        |
| E               |  | Giacomo Maremmani   |
| E               |  | Lorenzo Giovannetti |
| P               |  | Leonardo Bertozzi   |
| Allenatore:     |  |                     |
| Alberto Orlandi |  |                     |